# Pomezí nad Ohří
Pomezí nad Ohří là một làng thuộc huyện Cheb, vùng Karlovarský, Cộng hòa Séc.